# 合头菊属
合头菊属（学名：Syncalathium）是菊科下的一个属，为草本植物。该属共有6种，分布于中国西藏、四川、云南、甘肃等地。